# 市川暉記
市川 暉記（いちかわ あきのり、1998年10月19日 - ）は、神奈川県足柄上郡中井町出身のプロサッカー選手。Jリーグ・横浜FC所属。ポジションはゴールキーパー（GK）。

## 来歴
中学校時代は、湘南ベルマーレU-15小田原に所属。高校進学時は10校ほどからオファーを受けたが、星槎国際高校湘南へ進学を決めた。高校3年次の2016年7月、横浜FC会長で同校サッカー部の指導にも協力している奥寺康彦が橋渡しとなり、横浜FCの練習やトレーニングマッチに参加した。
高校の同世代では無名の存在であったが、練習参加において190cmの長身と冷静な判断力がクラブスタッフの目に留まり、2017年より、横浜FCへ加入。加入から2年間は高丘陽平、南雄太、辻周吾、山本海人が健在だったため、公式戦での出場はなかった。
2019年、ガイナーレ鳥取に育成型期限付き移籍。J3第4節・カターレ富山戦で公式戦に初出場した。
2021年、激しいポジション争いを続けていた六反勇治と南の調子が上向かず、チームの敗戦が多かったこともあって、5月9日のJ1リーグ第13節・清水エスパルス戦で先発に抜擢され、J1初出場を果たした。以降も一時はレギュラーとして出場を続けていたが、その後再び六反にポジションを譲った。
2023年8月8日、ガンバ大阪に期限付き移籍。ただ、東口順昭、谷晃生との激しいポジション争いに加われず、出場機会を得られなかった。
2024年、横浜FCに復帰。自身初となるリーグ戦全試合にフル出場。リーグ最少となる27失点に抑え、一年でのJ1復帰に貢献した。

## 所属クラブ
- 2005年 - 2010年 FC中井（中井町立中村小学校）
- 2011年 - 2013年 湘南ベルマーレU-15小田原（中井町立中井中学校）
- 2014年 - 2016年 星槎国際高等学校湘南学習センター
- 2017年 -  横浜FC
  - 2019年  ガイナーレ鳥取 (期限付き移籍)
  - 2023年8月 - 同年12月  ガンバ大阪（期限付き移籍）

## 個人成績
| 国内大会個人成績 | 国内大会個人成績 | 国内大会個人成績 | 国内大会個人成績 | 国内大会個人成績 | 国内大会個人成績 | 国内大会個人成績 | 国内大会個人成績 | 国内大会個人成績 | 国内大会個人成績 | 国内大会個人成績 | 国内大会個人成績 |
| 年度             | クラブ           | 背番号           | リーグ           | リーグ戦         | リーグ戦         | リーグ杯         | リーグ杯         | オープン杯       | オープン杯       | 期間通算         | 期間通算         |
| 年度             | クラブ           | 背番号           | リーグ           | 出場             | 得点             | 出場             | 得点             | 出場             | 得点             | 出場             | 得点             |
| 日本             | 日本             | 日本             | 日本             | リーグ戦         | リーグ戦         | リーグ杯         | リーグ杯         | 天皇杯           | 天皇杯           | 期間通算         | 期間通算         |
| ---------------- | ---------------- | ---------------- | ---------------- | ---------------- | ---------------- | ---------------- | ---------------- | ---------------- | ---------------- | ---------------- | ---------------- |
| 2017             | 横浜FC           | 26               | J2               | 0                | 0                | -                | -                | 0                | 0                | 0                | 0                |
| 2018             | 横浜FC           | 26               | J2               | 0                | 0                | -                | -                | 0                | 0                | 0                | 0                |
| 2019             | 鳥取             | 29               | J3               | 10               | 0                | -                | -                | 2                | 0                | 12               | 0                |
| 2020             | 横浜FC           | 21               | J1               | 0                | 0                | 2                | 0                | -                | -                | 2                | 0                |
| 2021             | 横浜FC           | 21               | J1               | 4                | 0                | 2                | 0                | 0                | 0                | 6                | 0                |
| 2022             | 横浜FC           | 21               | J2               | 3                | 0                | -                | -                | 1                | 0                | 4                | 0                |
| 2023             | 横浜FC           | 21               | J1               | 4                | 0                | 2                | 0                | 2                | 0                | 8                | 0                |
| 2023             | G大阪            | 35               | J1               | 0                | 0                | 0                | 0                | -                | -                | 0                | 0                |
| 2024             | 横浜FC           | 21               | J2               | 38               | 0                | 0                | 0                | 0                | 0                | 38               | 0                |
| 2025             | 横浜FC           | 21               | J1               |                  |                  |                  |                  |                  |                  |                  |                  |
| 通算             | 日本             | 日本             | J1               | 8                | 0                | 6                | 0                | 2                | 0                | 16               | 0                |
| 通算             | 日本             | 日本             | J2               | 41               | 0                | -                | -                | 1                | 0                | 42               | 0                |
| 通算             | 日本             | 日本             | J3               | 10               | 0                | -                | -                | 2                | 0                | 12               | 0                |
| 総通算           | 総通算           | 総通算           | 総通算           | 59               | 0                | 6                | 0                | 5                | 0                | 70               | 0                |

その他の公式戦
- 2019年
  - 鳥取県サッカー選手権大会 1試合0得点

出場歴
- Jリーグ初出場 - 2019年3月31日 J3第4節 vsカターレ富山（チュウブYAJINスタジアム）

## タイトル

### クラブ
ガイナーレ鳥取
- 鳥取県サッカー選手権大会：1回（2019年）